# 真間の井

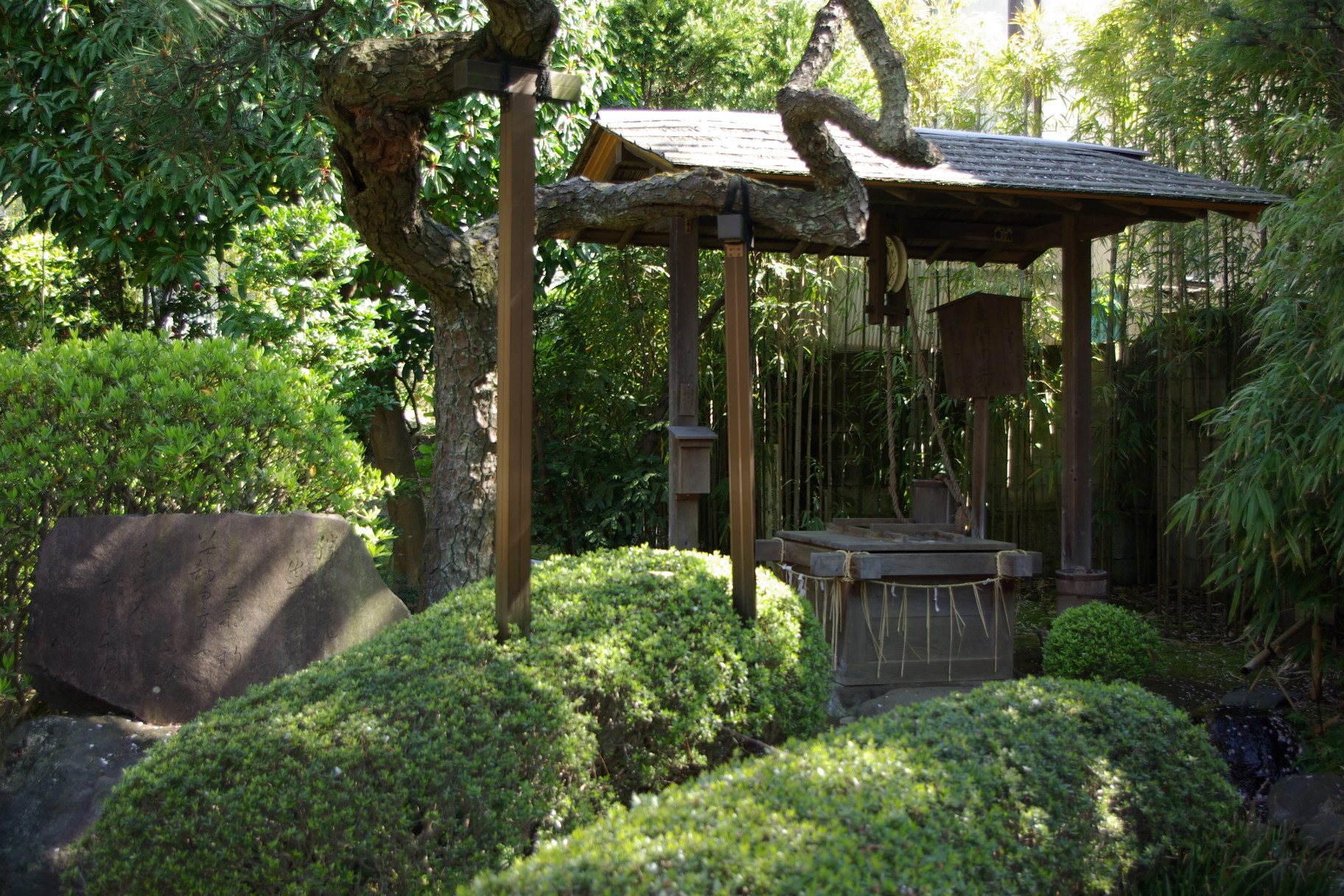
真間の井

真間の井（ままのい）は、手児奈（てこな）という伝説の美女が水汲みをしたとされている井戸である。千葉県市川市の寺院である亀井院に実在する。真間井（ままのい）とも。

## 概要
千葉県市川市真間4丁目4番9号の亀井院境内にある。現在は井戸として機能されない。南側には手児奈霊神堂も作られている。
18世紀末から19世紀初頭にかけて出版された『江戸名所図会』には、井戸の木枠は後世に築かれたもので、もともとは崖下の湧水であったとの記述がある。崖のことを古語・方言では「ママ」という。

## 註
1. ↑  『建築実務に役立つ地下水の話』、山本荘毅、建築技術、1994年 ISBN 4767700663、p.12-13.
2. ↑  まま、大辞林第二版、三省堂、goo国語辞書、2009年12月18日閲覧。